# Святослав Всеволодович (князь Трубчевський)
Святослав Всеволодович (у хрещенні Онуфрій; ?-після 1232) - князь Трубчевський (до 1196 -після 1232 ), син князя Всеволода Святославича, одного з героїв «Слова про похід Ігорів».

## Життєпис
Брав участь у битві на Калці (1223 рік) в числі учасників згадані куряни, трубчани, путівці. Вцілів, як і його родич князь Олег Курський.
Святослав їздив на Новгородську землю під час боротьби Михайла Чернігівського проти Ярослава Суздальського за Новгородське князювання (1229-1231), зустрічався з представниками боярської партії у Пскові, але безуспішно: Новгород закріпився за Володимирсько-Суздальськими князями.
Після 1232 року, навали монголо-татарської орди навали на Велике князівство Київське (Київську Русь), князь Святослав у літописах не згадується.
Мав дружину Марію, походження невідоме.
- Син: князь Борис Святославич.